# Pois protéagineux
Les pois protéagineux sont des variétés de pois (Pisum sativum) cultivées surtout pour l'alimentation animale,. Ces variétés ont été sélectionnées notamment pour la teneur élevée en protéines de leurs graines.

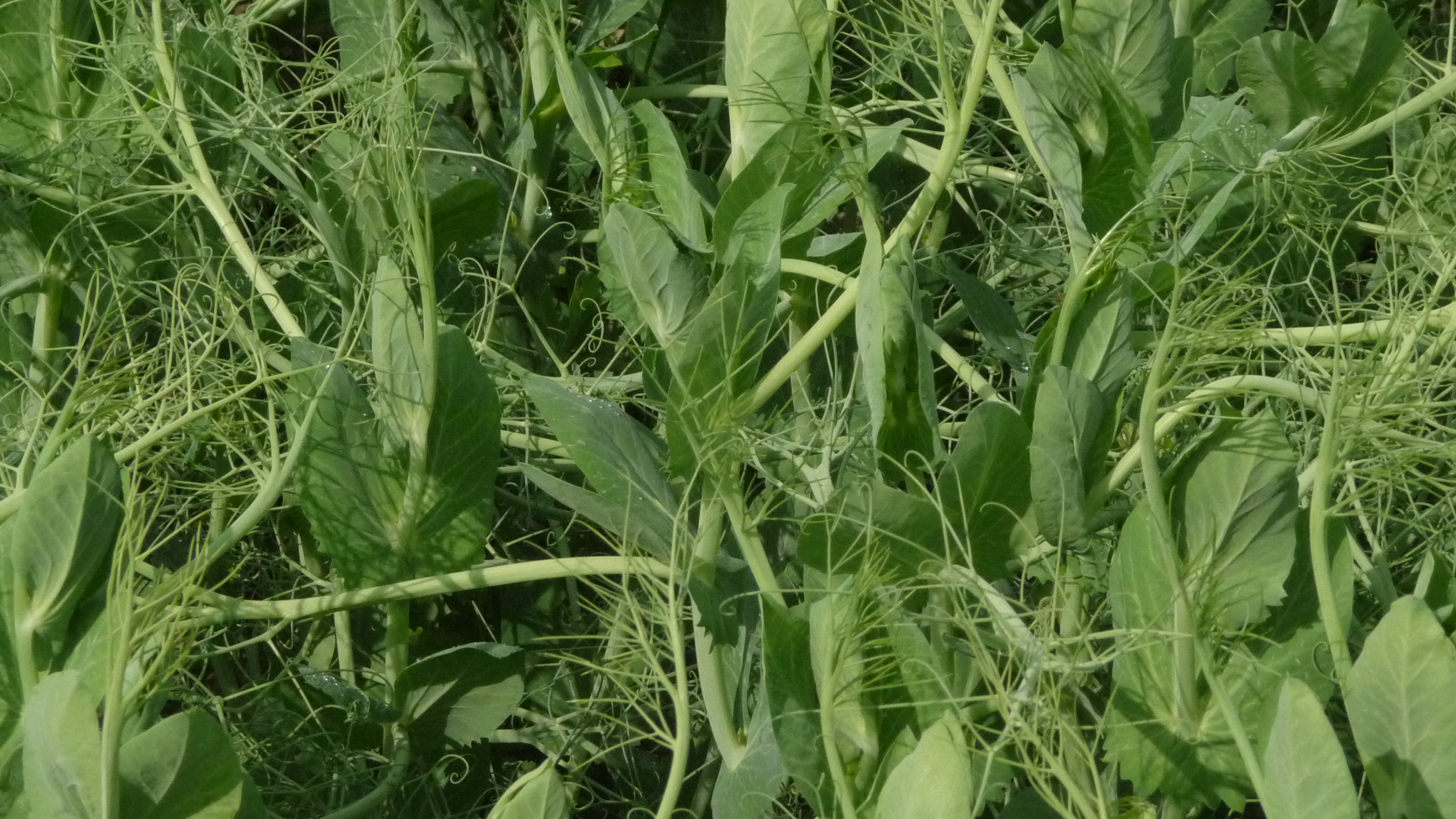
Champ de pois protéagineux, type « afila ».

On cultive principalement des variétés de type « afila », porteuses d'un gène af qui provoque la transformation des folioles en vrilles, conférant à la culture une meilleure résistance à la verse et facilitant la récolte à la moissonneuse-batteuse. Chez ces variétés, ce sont les stipules, très développées à la base de la feuille, qui assurent la photosynthèse.